# Hrvatski nogometni kup 2013-2014
La Hrvatski nogometni kup 2013./14. (coppa croata di calcio 2013-14) fu la ventitreesima edizione della coppa nazionale croata, fu organizzata dalla Federazione calcistica della Croazia e fu disputata dal agosto 2013 al maggio 2014.
Il detentore era l'Hajduk Spalato, che in questa edizione fu eliminato ai quarti di finale.
Il trofeo fu vinto dal Rijeka, al suo terzo titolo nella competizione, la sua quinta coppa nazionale contando anche le due della Coppa di Jugoslavia. Il Rijeka ottenne l'accesso alla UEFA Europa League 2014-2015.
La finalista sconfitta, la Dinamo Zagabria, vinse il campionato.

## Formula e partecipanti
Alla competizione parteciparono le migliori squadre delle divisioni superiori, con la formula dell'eliminazione diretta. I primi turni erano a gara singola, mentre quarti, semifinali e finale erano ad andata e ritorno.
Al turno preliminare accedono le squadre provenienti dalle  Županijski kupovi (le coppe regionali): le 21 vincitrici più le finaliste delle 11 coppe col maggior numero di partecipanti.
Le prime 16 squadre del ranking quinquennale di coppa (63 punti alla vincitrice della coppa, 31 alla finalista, 15 alle semifinaliste, 7 a quelle che hanno raggiunto i quarti, 3 a quelle eliminate agli ottavi, 1 se eliminate ai sedicesimi) sono ammesse di diritto ai sedicesimi di finale.

### Ammesse di diritto ai sedicesimi di finale
Le prime 16 squadre (coi punti) del ranking 2007-2012 entrano di diritto nei sedicesimi della Coppa 2013-14:
- 1 Dinamo Zagabria (267)
- 2 Hajduk Spalato (135)
- 3 Varaždin (67)
- 4 NK Zagabria (59)
- 5 Cibalia (53)
- 6 Osijek (49)
- 7 Slaven Belupo (39)
- 8 Sebenico (39)
- 9 Rijeka (27)
- 10 Pomorac (21)
- 11 Istria 1961 (19)
- 12 Inter Zaprešić (19)
- 13 Karlovac (12)
- 14 Segesta (12)
- 15 Vinogradar (10)
- 16 HAŠK 1903 (8)

### Le finali regionali
Le Županijski kupovi (le coppe regionali) 2012-2013 hanno qualificato le 32 squadre (segnate in giallo) che partecipano al turno preliminare della Coppa di Croazia 2013-14. Si qualificano le 21 vincitrici più le finaliste delle 11 coppe col più alto numero di partecipanti.
| Zona                                    | Regione                       | Vincitore                | Finalista           | Risultato |
| OVEST                                   |                               |                          |                     |           |
| --------------------------------------- | ----------------------------- | ------------------------ | ------------------- | --------- |
| OVEST                                   | Regione istriana              | Novigrad                 | Jadran Parenzo      | 2–1       |
| OVEST                                   | Regione litoraneo-montana     | Opatija                  | Krk                 | 4–2       |
| OVEST                                   | Regione della Lika e di Segna | Novalja                  | Plitvice Mukinje    | 1–0       |
| CENTRO                                  |                               |                          |                     |           |
| Città di Zagabria                       | Lučko                         | Kustošija                | 2–1                 |           |
| Regione di Zagabria                     | Zelina                        | HNK Gorica               | ?                   |           |
| Regione di Krapina e dello Zagorje      | Zagorec                       | ?                        | ?                   |           |
| Regione di Karlovac                     | Ogulin                        | ?                        | ?                   |           |
| Regione di Sisak e della Moslavina      | Moslavac Popovača             | Lekenik                  | 0–0 (3-2 dtr)       |           |
| NORD                                    |                               |                          |                     |           |
| Regione di Virovitica e della Podravina | Croatia Grabrovnica           | Suhopolje                | 2–1 e 1–2 (3-1 dtr) |           |
| Regione di Koprivnica e Križevci        | Borac Imbriovec               | Drava Novigrad Podravski | 4–0                 |           |
| Regione del Međimurje                   | Međimurje                     | Mladost Palinovec        | ?                   |           |
| Regione di Varaždin                     | Podravina Ludbreg             | Plitvica Gojanec         | ?                   |           |
| Regione di Bjelovar e della Bilogora    | Mladost Ždralovi              | ?                        | ?                   |           |
| EST                                     |                               |                          |                     |           |
| Regione di Osijek e della Baranja       | Torpedo Kuševac               | Radnički Mece            | 1–1 (?-? dtr)       |           |
| Regione di Vukovar e della Sirmia       | Bobota Agrar                  | Graničar Županja         | 0–0 (4-3 dtr)       |           |
| Regione di Požega e della Slavonia      | Slavonija Požega              | Slavija Pleternica       | 1–1 e 2–0           |           |
| Regione di Brod e della Posavina        | Marsonia 1909                 | Omladinac Novi Grad      | ?                   |           |
| SUD                                     |                               |                          |                     |           |
| Regione zaratina                        | Zara                          | Polača                   | ?                   |           |
| Regione di Sebenico e Tenin             | Zagora Unešić                 | ?                        | ?                   |           |
| Regione spalatino-dalmata               | Imotski                       | Junak Sinj               | 3–0                 |           |
| Regione raguseo-narentana               | BŠK Zmaj Blato                | Neretvanac Opuzen        | 3–2                 |           |

### Riepilogo
| 1ª Divisione 1.HNL                                                                                                | 2ª Divisione 2.HNL | 3ª Divisione 3.HNL | 4ª Divisione 1.ŽNL | 5ª Divisione 2.ŽNL                             | 6ª Divisione 3.ŽNL                         |
| --- | --- | --- | --- | ---------------------------------------------- | ------------------------------------------ |
| Ai sedicesimi: Dinamo Zagabria Hajduk Spalato Istria 1961 Osijek Rijeka Slaven Belupo Dal turno preliminare: Zara | Ai sedicesimi: Cibalia Inter Zaprešić Pomorac Segesta NK Zagabria Dal turno preliminare: HNK Gorica Lučko Zagabria Zelina | Ai sedicesimi: HAŠK 1903 Sebenico Varaždin Dal turno preliminare: BŠK Zmaj Blato Croatia Grabrovnica Graničar Županja Imotski Jadran Parenzo Međimurje Mladost Ždralovi Marsonia 1909 Novigrad Opatija Podravina Ludbreg Slavonija Požega Zagora Unešić Zagorec | Ai sedicesimi: Vinogradar Dal turno preliminare: Bobota Agrar Borac Imbriovec Drava Novigrad Podravski Kustošija Lekenik Moslavac Popovača Mladost Palinovec Ogulin Plitvica Gojanec Torpedo Kuševac | Dal turno preliminare: Radnički Mece Suhopolje | Dal turno preliminare: Omladinac Novi Grad |
| non ammesse: | | | |                                                |                                            |
| Hrvatski dragovoljac Lokomotiva Zagabria RNK Spalato                                                              | Dugopolje Rudeš Zagabria Sesvete Solin                                                                                    | tutte le altre squadre | tutte le altre squadre | tutte le altre squadre                         | tutte le altre squadre                     |

### Calendario
| Turno                | Data                             | Numero gare | Squadre | Entrano in questo turno                                                |
| -------------------- | -------------------------------- | ----------- | ------- | ---------------------------------------------------------------------- |
| Turno preliminare    | 28 agosto 2013                   | 16          | 48 → 32 | Vincitrici delle 21 coppe regionali 11 finaliste delle coppe regionali |
| Sedicesimi di finale | 25 settembre 2013                | 16          | 32 → 16 | Le migliori 16 del ranking                                             |
| Ottavi di finale     | 30 ottobre 2013                  | 8           | 16 → 8  | Nessuna                                                                |
| Quarti di finale     | 27 novembre 2013 4 dicembre 2013 | 8           | 8 → 4   | Nessuna                                                                |
| Semifinali           | 12 marzo 2014 26 marzo 2014      | 4           | 4 → 2   | Nessuna                                                                |
| Finale               | 7 maggio 2014 13 maggio 2014     | 2           | 2 → 1   | Nessuna                                                                |

## Turno preliminare
Il sorteggio si è tenuto il 1º agosto 2013. Il Novalja si è ritirato dal torneo.
| Squadra 1                | Risultato             | Squadra 2           |
| ------------------------ | --------------------- | ------------------- |
| 27 agosto 2013           |                       |                     |
| HNK Gorica               | 6 – 0                 | Moslavac Popovača   |
| Zagorec                  | 1 – 4                 | Kustošija           |
| 28 agosto 2013           |                       |                     |
| Opatija                  | 2 – 3                 | Lučko               |
| Međimurje                | 4 – 3                 | Lekenik             |
| Torpedo Kuševac          | 9 – 0                 | Omladinac Novi Grad |
| Novigrad                 | 5 – 0                 | Mladost Palinovec   |
| Slavonija Požega         | 2 – 0                 | Graničar Županja    |
| Radnički Mece            | 1 – 1 (dts) (2-4 dtr) | Suhopolje           |
| Zagora Unešić            | 6 – 3 (dts)           | Ogulin              |
| Podravina Ludbreg        | 3 – 1 (dts)           | Imotski             |
| Zelina                   | 3 – 3 (dts) (7-5 dtr) | Croatia Grabrovnica |
| Jadran Parenzo           | 3 – 2 (dts)           | Bobota Agrar        |
| Drava Novigrad Podravski | n.d.                  | Novalja             |
| Borac Imbriovec          | 2 – 5                 | BŠK Zmaj Blato      |
| Mladost Ždralovi         | 1 – 2 (dts)           | Marsonia 1909       |
| Zara                     | 5 – 0                 | Plitvica Gojanec    |

## Sedicesimi di finale
Gli accoppiamenti vengono eseguiti automaticamente attraverso il ranking del momento (32ª–1ª, 31ª–2ª, 30ª–3ª, etc) e sono stati resi noti il 30 agosto 2013. La graduatoria è la seguente: 1. Dinamo, 2. Hajduk, 3. Cibalia, 4. Osijek, 5. Varaždin, 6. Slaven Belupo, 7. Zagreb, 8. Šibenik, 9. Rijeka, 10. Istra 1961, 11. Pomorac, 12. Inter-Zaprešić, 13. Karlovac, 14. Zadar, 15. Vinogradar, 16. Zagora, 17. HAŠK, 18. Zelina, 19. Segesta, 20. Međimurje, 21. Gorica, 22. Lučko, 23. Slavonija, 24. Zmaj, 25. Podravina, 26. Marsonia, 27. Jadran-Poreč, 28. Novigrad, 29. Torpedo, 30. Drava, 31. Kustošija e 32. Suhopolje.

Il Karlovac si è ritirato dalla competizione perché non ha più una prima squadra.

La gara fra BŠK Zmaj Blato e Rijeka si sarebbe dovuta disputare sull'isola di Curzola, ma i due club si sono accordati per giocarla a Fiume, l'incontro è passato alla storia della competizione per le 8 reti di Andrej Kramarić.
| Squadra 1                | Risultato             | Squadra 2       |
| ------------------------ | --------------------- | --------------- |
| 24 settembre 2013        |                       |                 |
| Jadran Parenzo           | 0 – 6                 | Slaven Belupo   |
| 25 settembre 2013        |                       |                 |
| Međimurje                | n.d.                  | Karlovac        |
| Suhopolje                | 0 – 6                 | Dinamo Zagabria |
| Drava Novigrad Podravski | 0 – 3                 | Cibalia         |
| Torpedo Kuševac          | 0 – 3                 | Osijek          |
| Novigrad                 | 3 – 0                 | Varaždin        |
| Marsonia 1909            | 0 – 5                 | NK Zagabria     |
| Podravina Ludbreg        | 1 – 0                 | Sebenico        |
| Slavonija Požega         | 1 – 2                 | Istria 1961     |
| Lučko                    | 4 – 1                 | Pomorac         |
| HNK Gorica               | 0 – 0 (dts) (1-2 dtr) | Inter Zaprešić  |
| Segesta                  | 0 – 2                 | Zara            |
| Zelina                   | 0 – 1                 | Vinogradar      |
| HAŠK 1903                | 1 – 2                 | Zagora Unešić   |
| 1º ottobre 2013          |                       |                 |
| Kustošija                | 1 – 5                 | Hajduk Spalato  |
| 9 ottobre 2013           |                       |                 |
| Rijeka                   | 11 – 0                | BŠK Zmaj Blato  |

## Ottavi di finale
Gli accoppiamenti vengono eseguiti automaticamente attraverso il ranking del momento (16ª–1ª, 15ª–2ª, 14ª–3ª, etc), viene sorteggiato il campo e sono stati resi noti il 2 ottobre 2013.

| Squadra 1         | Risultato             | Squadra 2       |
| ----------------- | --------------------- | --------------- |
| 30 ottobre 2013   |                       |                 |
| Zagora Unešić     | 0 – 5                 | Dinamo Zagabria |
| Vinogradar        | 1 – 3 (dts)           | Hajduk Spalato  |
| Cibalia           | 0 – 2                 | Zara            |
| Novigrad          | 0 – 2                 | Inter Zaprešić  |
| NK Zagabria       | 0 – 0 (dts) (3-4 dtr) | Istria 1961     |
| Podravina Ludbreg | 1 – 3                 | Rijeka          |
| Međimurje         | 0 – 2 (dts)           | Osijek          |
| Slaven Belupo     | 5 – 4                 | Lučko           |

## Quarti di finale
Gli abbinamenti sono stati eseguiti tramite sorteggio il 5 novembre 2013.

| Squadra 1       | Totale          | Squadra 2      | Andata     | Ritorno    |
| --------------- | --------------- | -------------- | ---------- | ---------- |
|                 |                 |                | 27.11.2013 | 04.12.2013 |
| Istria 1961     | 3 – 0           | Zara           | 1 – 0      | 2 – 0      |
| Slaven Belupo   | 2 – 1           | Inter Zaprešić | 2 – 1      | 0 – 0      |
|                 |                 |                | 04.12.2013 | 18.12.2013 |
| Dinamo Zagabria | 7 – 1           | Hajduk Spalato | 5 – 0      | 2 – 1      |
|                 |                 |                | 19.02.2014 | 12.03.2014 |
| Rijeka          | 1 – 1 (4-2 dtr) | Osijek         | 1 – 0      | 0 – 1      |

## Semifinali
| Squadra 1     | Totale | Squadra 2       | Andata     | Ritorno    |
| ------------- | ------ | --------------- | ---------- | ---------- |
|               |        |                 | 12.03.2014 | 26.03.2014 |
| Slaven Belupo | 1 – 4  | Dinamo Zagabria | 0 – 2      | 1 – 2      |
| Rijeka        | 3 – 1  | Istria 1961     | 2 – 1      | 1 – 0      |

## Finale
| Squadra 1       | Totale | Squadra 2 | Andata     | Ritorno    |
| --------------- | ------ | --------- | ---------- | ---------- |
|                 |        |           | 07.05.2014 | 13.05.2014 |
| Dinamo Zagabria | 0 – 3  | Rijeka    | 0 – 1      | 0 – 2      |

### Andata
| Arbitro: | Šimčić (Koprivnica) |

|  |           |             |
|  | Marcatori | 40’ Tomečak |

| Dinamo | Rijeka |

|                 |    |                  |  |     |
|                 |    |                  |  |     |
| P               | 1  | Antonio Ježina   |  |     |
| D               | 4  | Josip Šimunić    |  | 60’ |
| D               | 5  | Jozo Šimunović   |  | 89’ |
| D               | 6  | Ivo Pinto        |  |     |
| D               | 19 | Josip Pivarić    |  |     |
| C               | 7  | Arijan Ademi     |  |     |
| C               | 8  | Domagoj Antolić  |  | 58’ |
| C               | 28 | Alen Halilović   |  |     |
| C               | 77 | Marcelo Brozović |  |     |
| A               | 2  | Hillal Soudani   |  |     |
| A               | 90 | Duje Čop         |  |     |
| A disposizione: |    |                  |  |     |
| C               | 16 | Domagoj Pavičić  |  | 58’ |
| D               | 31 | Luka Capan       |  | 60’ |
| C               | 2  | Said Husejinović |  | 89’ |
| Allenatore:     |    |                  |  |     |
| Zoran Mamić     |    |                  |  |     |

|                 |    |                  |       |     |
|                 |    |                  |       |     |
| P               | 25 | Ivan Vargić      |       |     |
| D               | 11 | Ivan Tomečak     |       |     |
| D               | 13 | Marko Lešković   |       |     |
| D               | 15 | Matej Mitrović   |       |     |
| D               | 22 | Marin Leovac     | 90+3’ |     |
| C               | 16 | Ivan Močinić     |       |     |
| C               | 20 | Zoran Kvržić     |       | 56’ |
| C               | 30 | Josip Brezovec   |       |     |
| C               | 88 | Moisés Magalhães |       | 72’ |
| C               | 89 | Vedran Jugović   |       | 90’ |
| A               | 99 | Ivan Krstanović  |       |     |
| A disposizione: |    |                  |       |     |
| C               | 8  | Goran Mujanović  |       | 56’ |
| C               | 21 | Damir Zlomislić  | 85'   | 72’ |
| D               | 24 | Mateo Bertoša    |       | 90’ |
| Allenatore:     |    |                  |       |     |
| Matjaž Kek      |    |                  |       |     |

### Ritorno
| Arbitro: | Ljubičić (Osijek) |

|                         |           |  |
| Mitrović 36’ Kvržić 82’ | Marcatori |  |

| Rijeka | Dinamo |

|                 |    |                  |  |     |
|                 |    |                  |  |     |
| P               | 25 | Ivan Vargić      |  |     |
| D               | 11 | Ivan Tomečak     |  |     |
| D               | 13 | Marko Lešković   |  |     |
| D               | 15 | Matej Mitrović   |  |     |
| D               | 22 | Marin Leovac     |  |     |
| C               | 16 | Ivan Močinić     |  |     |
| C               | 20 | Zoran Kvržić     |  |     |
| C               | 30 | Josip Brezovec   |  |     |
| C               | 88 | Moisés Magalhães |  | 78’ |
| C               | 89 | Vedran Jugović   |  | 84’ |
| A               | 91 | Andrej Kramarić  |  | 90’ |
| A disposizione: |    |                  |  |     |
| C               | 21 | Damir Zlomislić  |  | 78’ |
| C               | 8  | Goran Mujanović  |  | 84’ |
| A               | 99 | Anas Sharbini    |  | 90’ |
| Allenatore:     |    |                  |  |     |
| Matjaž Kek      |    |                  |  |     |

|                 |    |                  |  |     |
|                 |    |                  |  |     |
| P               | 1  | Antonio Ježina   |  |     |
| D               | 4  | Josip Šimunić    |  |     |
| D               | 6  | Ivo Pinto        |  |     |
| D               | 19 | Josip Pivarić    |  |     |
| D               | 31 | Luka Capan       |  | 46’ |
| C               | 7  | Arijan Ademi     |  |     |
| C               | 8  | Domagoj Antolić  |  |     |
| C               | 28 | Alen Halilović   |  |     |
| C               | 77 | Marcelo Brozović |  |     |
| A               | 2  | Hillal Soudani   |  |     |
| A               | 90 | Duje Čop         |  |     |
| A disposizione: |    |                  |  |     |
| D               | 28 | Rúben Lima       |  | 46’ |
| Allenatore:     |    |                  |  |     |
| Zoran Mamić     |    |                  |  |     |

## Marcatori
| Pos. | Giocatore           | Squadra           | Reti |
| ---- | ------------------- | ----------------- | ---- |
| 1    | Andrej Kramarić     | Rijeka            | 10   |
| 2    | Duje Čop            | Dinamo            | 7    |
| 3    | Marko Peša          | Torpedo Kuševac   | 4    |
| 4    | Domagoj Abramović   | Lučko             | 3    |
| 4    | Mehmed Alispahić    | Rijeka            | 3    |
| 4    | Vlatko Blažević     | Zara              | 3    |
| 4    | Denis Bochl         | Podravina Ludbreg | 3    |
| 4    | Kristijan Dominović | Kustošija         | 3    |
| 4    | Marko Dugandžić     | Osijek            | 3    |
| 4    | Gordan Golik        | Međimurje         | 3    |
| 4    | Stipe Vrdoljak      | Novigrad          | 3    |